# EDGES
EDGES (англ. Experiment to Detect the Global EoR Signature, Експеримент з виявлення глобальної сигнатури епохи реіонізації) — експеримент і радіотелескоп, розташований у зоні радіотиші в Мерчисонській радіоастрономічній обсерваторії у Західній Австралії. Це співпраця між Аризонським державним університетом та обсерваторією Хейстек, з інфраструктурою, наданою CSIRO. EoR означає epoch of reonization, епоха реіонізації, час в історії Всесвіту, коли нейтральний атомний водень став іонізований за рахунок ультрафіолетового світла від перших зірок. Експеримент був націлений на виявлення піку сигналу (поглинання або випромінювання) лінії 21 см нейтрального водню з цього періоду.

## Інструменти

### Низькочастотні інструменти
Експеримент включав в себе вимірювання на двох низькочастотиних інструментах, кожен з яких мав дипольну антену, що була направлена в зеніт і спостерігала на одній поляризації. Розміри антени приблизно 2×1 м, розміщена вона на ґрунтяному щиті розміром 30×30 м. Антена спарена із радіоприймачем, який кабелем поєднаний із цифровим спекторметром. Інструменти працювали в діапазоні 50—100 МГц (6,0—3,0 м), відстань міжними була 50 м. Спостереження почались в серпні 2015 року.

### Високочастотний інструмент
Високочастотний інструмент із схожим дизайном працював на частоті 90—200 МГц (3,3—1,5 м).

## Відкриття профілю поглинання на 78 МГц
В березні 2018 року колаборація опублікувала статтю у Nature, що анонсувала відкриття широкого профілю поглинання з піком на частоті {\displaystyle 78\pm 1}МГц в усередненому по всьому небі сигналі після віднімання галактичного синхротронного випромінювання. Профіль поглинання мав ширину {\displaystyle 19_{-2}^{+4}}МГц і амплітуду {\displaystyle 0.5_{-0.2}^{+0.5}}K, при фоновому  середньоквадратичному 0.025K, що дало співвідношення сигналу до шуму 37. Виміряній частоті піку відповідає червоне зміщення {\displaystyle z\approx 17}, із розкидом z = 20–15. Це відкриття викликало великий резонанс у науковій спільноті, адже такий профіль не міг бути пояснений в рамках загальноприйнятої космологічної ΛCDM моделі. Це змусило науковців шукати пояснення завеликої глибини цього профілю через механізм додаткової іонізації на момент випромінювання. Таким механізмом могла б бути взаємодія темної матерії із звичайною, баріонною.